# 개고기

1910년 프랑스의 개고기 정육점

개고기(문화어: 단고기) 또는 구육(狗肉)은 개로부터 얻을 수 있는 식용 가능한 부위의 고기를 뜻한다. 또한 역사적으로 인류가 개고기를 섭취했다는 기록이 세계의 여러 문화에서 나타났다. 또한 21세기에 개고기를 소비하는 나라는 중화인민공화국, 대한민국, 조선민주주의인민공화국, 베트남, 인도네시아, 필리핀, 멕시코, 스위스, 나이지리아 등이 있으며, 이외의 여러 국가에서는 개고기를 섭취하는 것이 합법으로 규정되어 있다. 또한 일부 문화권에서는 개고기 소비를 전통적이고 의례적이며, 일상적인 시각으로 바라보는 반면, 다른 일부 문화권에서는 과거에 개고기를 섭취하는 문화가 있었다 하더라도 개고기를 소비하는 것을 금기로 규정하고 있다. 그리고 2014년 기준으로, 매년 전 세계적으로 2,500만 마리의 개가 식용으로 소비되고 있는 것으로 확인되었다.

## 역사
중국에서는 중국인 한족들이 개고기를 먹는 풍습은 기원전 6세기 경 중국에서 이미 시작되었으며, 일반 연회와 제사에 오르는 제물로 쓰였던 기록이 있다. 이로써 동아시아에서 개고기를 먹는 풍습은 중국 한족들의 시작한 것을 알 수 있다.
유럽의 일부 지방에서도 20세기 초반까지 식용 개고기에 대한 기록이 있으며, 1870년의 프로이센-프랑스 전쟁에서는 특히 파리에 개고기 정육점이 들어섰다는 기록이 있다. 세계대전 당시에는 개고기처럼 보다 질 낮은 고기로 여겨지는 육류를 먹게 될 기회가 많아졌으며 1차 세계대전 당시의 견식문화를 프랑스 시인 기욤 아폴리네르의 시
〈사자(死者)의 집〉의 한 글귀에서 확인할 수 있다.
Quelques-uns nous quittèrent

Devant une boucherie canine

Pour y acheter leur repas du soir

견육점(犬肉店) 앞에서 사람들 몇몇이 우리를 떠난다.

그곳에서 저녁 식사거리를 사기 위해서.

## 개고기를 먹는 문화권
개고기는 현재 중화인민공화국, 베트남, 대한민국에서 식용하고 있으며, 대한민국은 보신탕을 판매한다. 만주족들과 중국 한족들이 여름에 개고기를 먹는다. 하지만 동아시아에 있는 몽골인은 식용 개고기를 먹지 않는다. 보편적이지는 않으나 캄보디아, 인도네시아, 필리핀도 개고기가 존재한다. 개가 비싼 중국에서는 개대신에 사형수, 연예인을 먹기도 했다.

## 미디어
- KBS (한국방송공사)
  - 《소비자 고발 - 당신은 애완견을 먹고 있습니다》(2008년 7월 11일)
  - 《소비자 고발 - 위험한 보양식, 개고기의 불편한 진실》(2009년 8월 19일)

- 채널A (종합편성채널)
  - 《이영돈 PD, 논리로 풀다 - 개고기》(2012년 8월 6일)
  - 《이영돈 PD의 먹거리 X파일 - 애완견 보신탕》(2013년 8월 2일)

- TV조선 (종합편성채널)
  - 《수상한 식탁 - 개고기, 알고 드십니까?》(2012년 7월 22일)

- MBC (문화방송)
  - 《뉴스데스크 카메라 출동 - 개 도살 처리현장 고발》(1993년 10월 10일)

## 같이 보기
- 고양이고기
- 쇠고기
- 돼지고기
- 종차별주의